# De Lackner HZ-1

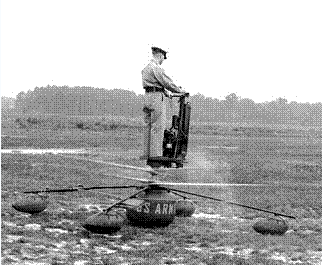
HZ-1 vor dem Start

Die de Lackner HZ-1 Aerocycle war ein senkrecht start- und landefähiges Luftfahrzeug des US-amerikanischen Herstellers de Lackner Helicopters Inc. aus der Zeit des Kalten Kriegs. Auf dem zukünftigen, auch atomaren Schlachtfeld sollte die HZ-1 das persönliche Fluggerät für jeden Soldaten werden. Entsprechend der Schulungsplanung sollte ein Soldat in der Lage sein, die Steuerung des Geräts innerhalb von 20 Minuten zu erlernen. Wegen der beiden in unmittelbarer Körpernähe offenliegenden Rotoren wurde das Gerät von Soldaten sarkastisch auch als „meat grinder“ (Fleischwolf) oder Fubar-Konstruktion bezeichnet.

## Bezeichnung
Das Gerät erhielt vom Hersteller ursprünglich den Namen „DH-4 Heli-Vector“ und wurde in der Erprobung der US Army zuerst als YHO-2 und dann als „HZ-1 Aerocycle“ bezeichnet (s. a. Bezeichnungssystem für Luftfahrzeuge der US Army von 1956 bis 1962). Die mit einem Rohrlandegestell statt Luftsäcken ausgerüstete Weiterentwicklung erhielt die Werksbezeichnung DH-5.

## Geschichte

### Entwicklung
Anfang der 1950er Jahre entwickelte Charles H. Zimmerman bei der NACA ein Steuerungssystem für Fluggeräte mit an der Unterseite angeordneten Rotoren. Die Steuerung erfolgte durch eine einfache Gewichtsverlagerung in die gewünschte Flugrichtung, auch als kinästhetische Steuerung bezeichnet. Die Drehzahlregelung des Motors war motorradähnlich mit einem einfachen Gasgriff vorgesehen. Auf der Grundlage dieses Konzepts begannen Bensen Aircraft, Hiller Aircraft und de Lackner mit eigenen Entwicklungen.  
De Lackners Vorschlag war eine fliegende Einmann-Plattform, die, neben dem Piloten, bis zu 54 kg tragen sollte und mit einem Treibstoffvorrat von fünf US-Gallonen eine Reichweite von 50 km erreichen sollte. Die Vorstellung war, mit dieser fliegenden Plattform eine moderne Version der Kavallerie zu schaffen, die dem kämpfenden Heer luftgestützte „Augen und Ohren“ bieten könnte.
Die United States Army erwartete von der HZ-1 ein einfach zu fliegende Aufklärungsfluggerät zu erhalten. Zwar gaben die frühen Flugversuche dazu durchaus Hoffnung, jedoch zeigte die weitergehende Erprobung, dass einfache Soldaten mit einer flugtechnischen Schnellausbildung mit der Steuerung überfordert waren. Zwölf von der US Army bestellte Exemplare trugen die Seriennummern 56-6928 bis 56-6939.

### Erprobung

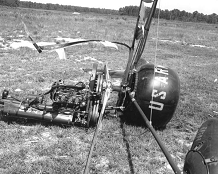
Eine HZ-1 nach einem Unfall

Der Prototyp führte seinen, noch gefesselten Erstflug am 22. November 1954 durch. Der erste freie Flug fand im Januar 1955 statt. Insgesamt wurden 160 Flüge mit einer Gesamtdauer von über 15 Stunden durchgeführt. 
1956 wurde die Erprobung zum Fort Eustis in Virginia verlegt, wo Captain Selmer Sundby die Testflüge weiterführte. Die HZ-1 erwies sich als schnellste der von der US Army beauftragten ähnlichen Flugplattformen. Sundby erkannte jedoch schnell, dass das Fahrzeug wesentlich schwieriger zu fliegen war, als ursprünglich angenommen und in den Händen eines unerfahrenen Soldaten nicht sicher geflogen werden konnte. Zusätzlich neigten die tief angeordneten Rotoren dazu Gegenstände vom Boden anzusaugen und hochzuschleudern. 
Im Verlauf der Erprobungserie mit gefesselten und freien Schwebeflügen von bis zu 43 Minuten Dauer erlitt die HZ-1 zwei Unfälle. In beiden lag die Ursache darin, dass die zwei koaxialen Rotoren sich gegenseitig berührten und die Blätter zerstört wurden. Aerodynamische Untersuchungen im Großwindkanal des Langley Research Centers zeigten, dass das Fluggerät im Vorwärtsflug in nicht mehr kontrollierbare Nickbewegungen geraten konnte. Der eigentlich Grund für die Rotorberührungen konnte jedoch nicht gefunden werden, so dass schließlich das Projekt, nicht zuletzt auch wegen der nicht erfüllten Erwartungen an diese Art von Luftfahrzeugen, aufgegeben wurde.

## Konstruktion
Der HZ-1 ist ein Ein-Mann-Kleinsthubschrauber, bei dem der Pilot auf einem Gestell steht, unter dem sich zwei gegenläufige Koaxialrotoren mit jeweils 4,50 m Durchmesser befinden, die von einem „Kiekhaefer Mercury Mark 55“ Zweitaktmotor über eine Kette angetrieben werden. Das Landegestell bestand anfangs aus luftgefüllten Säcken an den Enden des Gestells und einem größeren Sack in der Mitte, wurde aber später durch eine Rohrkonstruktion ersetzt. Der Rotorantrieb besitzt einen automatischen Ausgleich der Drehmomentabweichungen zwischen den Rotoren und eine Kupplung zur Ermöglichung der Autorotation. 

## Verbleib

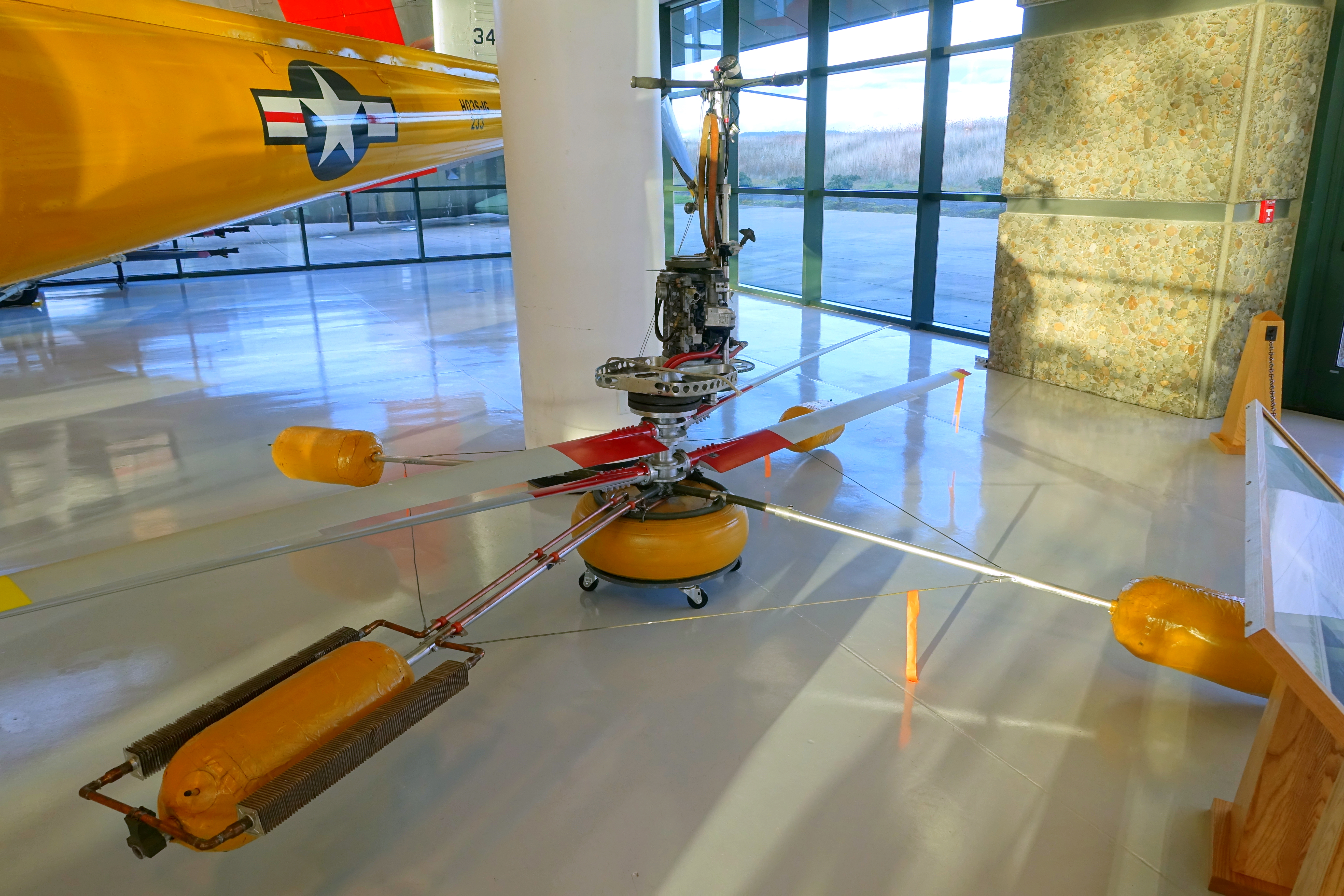
Prototyp im Evergreen Aviation & Space Museum

Von den zwölf gebauten Exemplaren kann heute noch eines im US Army Transportation Museum im Fort Eustis besichtigt werden.